# Molinillo
Molinillo là một đô thị ở tỉnh Salamanca, Castile và León, Tây Ban Nha. According to the 2007 census (INE), đô thị này có dân số 65 người.